# Батори (група)
Вижте пояснителната страница за други значения на Батори.
Батори е бивша метъл група в Швеция, нареждана сред основоположниците на жанровете блек метъл и викинг метъл. Тя въвежда култа към езичеството като част от блек метъл културата.
Бандата е основана през 1983 г. Оттогава е водена от своя мистериозен фронтмен Томас „Куортън“ Форсберг, след чиято смърт през 2004 г. групата се разпада.
Името ѝ идва от унгарската графиня Елизабет Батори (1560 – 1614), известна с изключителната си жестокост. Групата Bathory се отличава с огромното стилово разнообразие през различните периоди от кариерата си, преминаващи от първичен блек към викинг звучене, както и до чисти траш албуми.

## История

### Ранни години(80-те)
Bathory e създадена във Велингбю през 1983 г. от 17-годишния тогава Ейс (Томас Форсберг), познат по-късно като Куортън. Към него се присъединяват басистът Фредерик Меландър и барабанистът Йонас Акерлунд. Според Куортън името на групата идва от песента на Countess Bathory („Графиня Батори“) на Venom. Преди да се спре на него, са обсъждани имената Nosferatu, Natas, Mephisto, Elizabeth Bathory и Countess Bathory. Куортън работи известно време за лейбъла Tyfon, който е собственост на неговия баща Бьоре Форсберг. В края на 1983 г. лейбълът пуска компилация на няколко скандинавски метъл групи. В последния момент една от тях отпада и Tyfon решава да включи Bathory. Албумът се казва Scandinavian Metal Attack и излиза през март 1984 г. Изненадващо, песните на Bathory се харесват на много фенове, които изпращат писма до лейбъла. Скоро Tyfon иска от групата да запише цял албум. Tой се казва Bathory, записан е в гараж и излиза през октомври 1984 г. През следващите четири години Bathory записва още три албума – The Return of the Darkness and Evil (1985), Under the Sign of the Black Mark (1987) и Blood Fire Death (1988).
Ранните творби на групата са мрачни, бързи и тежки, а текстовете са антихристиянски и сатанински. Групата е определяна за блек метъл и под този стил са първите ѝ четири албума. Куортън твърди, че групата не е сатанинска, а използва този имидж, за да атакува християнството. Определението блек метъл идва от албума Black Metal (1982) на Venom, като се твърди, че те оказват влияние на Bathory. Според Куортън, той е повлиян от творбите на Black Sabbath и Motörhead, както и че е чул Venom за пръв път в края на 1984 г. или началото на 1985 г., и че никога не е имал техен албум.
Bathory спират с концертите през 1985 г., защото Куортън имал много проблеми при организацията им.
Въпреки че четвъртият албум Blood Fire Death (1988) до голяма степен е в стила на предните два, някои песни имат различно звучене. Те са с бавно темпо, акустични пасажи, хорово пеене и текстове за викинги и скандинавска митология. Музикалният критик Едуардо Ривадавия определя този „епичен“ стил като „може би първият истински пример“ за викинг метъл.

### Викинг период(90-те)
След Blood Fire Death, групата се отказва от ранния блек метъл стил. Техният пети албум, Hammerheart (1990), е „първият викинг метъл запис“. Твърди се, че той е оказал влияние върху американската пауър метъл група Manowar, но Куортън нарича това „друго погрешно схващане“. Направен е музикален клип за песента „One Rode to Asa Bay“. Викинг стилът продължава и в Twilight of the Gods (1991) и Blood on Ice (записан през 1989 г., завършен през 1996 г.).
С Requiem (1994) и Octagon (1995) Bathory отново променя стила си, този път към ретро траш метъл. През 2001 г. излиза Destroyer of Worlds, който е транзитен за пълно завръщане към викинга с Nordland I (2002) и Nordland II (2003). Последните два албума трябва да бъдат част от четирилогия, но тя остава недовършена.

### Смъртта на Куортън(2004)
През юни 2004 г., Куортън е намерен мъртъв в апартамента си, като това слага край на Bathory. Причината за смъртта му е сърдечна недостатъчност. В миналото той е претърпявал проблеми със сърцето. На 3 юни 2006 г., Black Mark Records издава бокссет в негова памет, съдържащ 3 диска с избрани песни на групата и Куортън, книжка от 176 страници, DVD с видеото на „One Rode to Asa Bay“, интервю с Куортън, както и редки снимки и постери.
Няколко трибют албуми за Bathory са издадени от блек метъл изпълнители, най-известните от които са In Conspiracy with Satan – A Tribute to Bathory и Voices from Valhalla – A Tribute to Bathory.

## Състав
| Последни членове - Куортън (Томас Бьоре Форсберг) – вокали, китара, бас, барабани (1983 – 2004) |  | Бивши членове - Бьорн Кристенсен – вокали (1983) - Фредан/Ханой (Фредерик Меландер) – бас (1983 – 1984) - Ванс Макбургер (Йонас Акерлунд) – барабани (1983 – 1984) - Рибан – бас (1984) - Стефан Ларсон – барабани (1984 – 1986) - Аде – бас (1985) - Кристер Сандстрьом – бас (1986 – 1987) - Пол Пяле Лундбург – барабани (1986 – 1987) - Котаар – бас (1988 – 1996) - Ворнт – барабани (1988 – 1996) |

## Дискография
| - Bathory (1984) - The Return...... (1985) - Under the Sign of the Black Mark (1987) - Blood Fire Death (1988) - Hammerheart (1990) - Twilight of the Gods (1991) - Requiem (1994) - Octagon (1995) - Blood on Ice (1996) - Destroyer of Worlds (2001) - Nordland I (2002) - Nordland II (2003) | - Jubileum Volume I (1992) - Jubileum Volume II (1993) - Jubileum Volume III (1998) - Katalog (2001) - In Memory of Quorthon (2006) - One Rode to Asa Bay (1990) |